# Гудков, Дмитрий Васильевич
Дмитрий Васильевич Гудков (1 ноября 1921, Волово, Рязанская губерния — 8 марта 1978, Москва) — советский военный лётчик, командир эскадрильи 976-го истребительного авиационного полка 259-й истребительной авиационной дивизии 3-й Воздушной армии 3-го Белорусского фронта, майор, Герой Советского Союза.

## Биография
Родился 1 ноября 1921 года в селе Волово в семье крестьянина. Русский. Член КПСС с 1943 года. Окончил Подольский индустриальный техникум в 1940 году и аэроклуб.
В Красной Армии с 1940 года. В 1941 году окончил 1-ю Качинскую военную авиационную школу лётчиков имени А. Ф. Мясникова.
Участник Великой Отечественной войны с августа 1942 года. Лётчик-инструктор Качинской военной авиационной школы старший сержант Гудков Д. В. 11 сентября 1942 года в 12.00 вылетел на самолёте Як-1 на перехват вражеского воздушного разведчика, следовавшего к Сталинграду. В районе села Кайсацкое Сталинградской области на высоте 5000 м он обнаружил Ju-88 и пошёл в атаку. Заметив преследование, фашистский лётчик начал маневрировать, а стрелки открыли огонь. Несмотря на это, Гудков не отставал. Несколькими очередями ему удалось поразить стрелка, но после этого патроны кончились, а враг продолжал уходить. Тогда Гудков принял решение таранить. Увеличив газ, он пошёл на сближение, сохраняя преимущество в высоте. Поравнявшись с «юнкерсом», он направил свой истребитель вниз с расчётом нанести удар винтом по плоскости. В этот момент бомбардировщик сманеврировал, и удар пришёлся в середину фюзеляжа. При ударе Гудкова выбросило из самолёта, и он потерял сознание. На высоте около 2000 метров он пришёл в себя и раскрыл парашют. «Юнкерс» упал возле села Кайсацкое. Двое членов его экипажа погибли, двое — взяты в плен.
Звание Героя Советского Союза с вручением ордена Ленина и медали «Золотая Звезда» (№ 6198) майору Гудкову Дмитрию Васильевичу присвоено Указом Президиума Верховного Совета СССР от 29 июня 1945 года за 314 боевых вылетов, 28 воздушных боёв и 19 лично сбитых самолётов противника. Награждён 3 (2) орденами красного знамени, орденом Александра Невского, 2 орденами Отечественной войны 1-й степени, 4 орденами Красной Звезды, орденом «За службу Родине в Вооружённых Силах СССР», медалями.
Войну закончил в Прибалтике, доведя свой личный счёт до 20 побед.
После войны продолжал службу в ВВС. В 1951 году окончил Военно-воздушную академию. С 1977 года полковник Гудков — в запасе. Жил в Москве. Скончался 8 марта 1978 года. Похоронен в Москве на Хованском кладбище.

## Награды
- Медаль «Золотая Звезда»;
- орден Ленина (29.06.45);
- 3 ордена Красного Знамени (18.10.42; 13.03.44; 07.03.57);
- орден Александра Невского (05.07.44);
- 2 ордена Отечественной войны 1-й степени (27.10.43; 07.10.44);
- 4 ордена Красной Звезды (22.02.55; 26.10.55; 22.02.68; 21.02.74);
- орден «За службу Родине в Вооружённых Силах СССР» 3-й степени (22.02.77);
- медали.